# Leucophaeus scoresbii
La gaviota austral, gaviota patagona o gaviota gris (Leucophaeus scoresbii, antes Larus scoresbii) es una especie de ave Charadriiforme de la familia Laridae que habita las costas de la Patagonia desde Punta Tombo en Chubut, Argentina, hasta una latitud similar en Chile.

## Descripción
Los adultos presentan un plumaje grisáceo en la cabeza y ventral, y las alas de color negro. De menor tamaño que la gaviota cocinera miden alrededor de 38 cm y pesan aproximadamente 540 g los machos y un poco menos las hembras.

## Comportamiento

### Reproducción
Construyen sus nidos con algas, pasto, plumas, pequeños palitos y huesos. Llegan a las colonias de nidificación entre octubre y noviembre. Ponen los huevos, generalmente entre 1 y 3, a fines de noviembre, incubándolos por 25 días. Los pichones a los pocos días de nacer ya son capaces de volar, aunque son alimentados por sus padres hasta fines de febrero.

### Alimentación
Se alimentan de carroña, excrementos de otras especies, invertebrados del intermareal que quedan expuestos durante las mareas bajas, y huevos de otras especies, entre ellas de pingüinos.

## Conservación
Hoy en día presentan escasos problemas de conservación como especie, aunque un problema es el aumento de la depredación por incremente población de especies depredadoras.Suelen vivir con otras aves .

## Enlaces externos

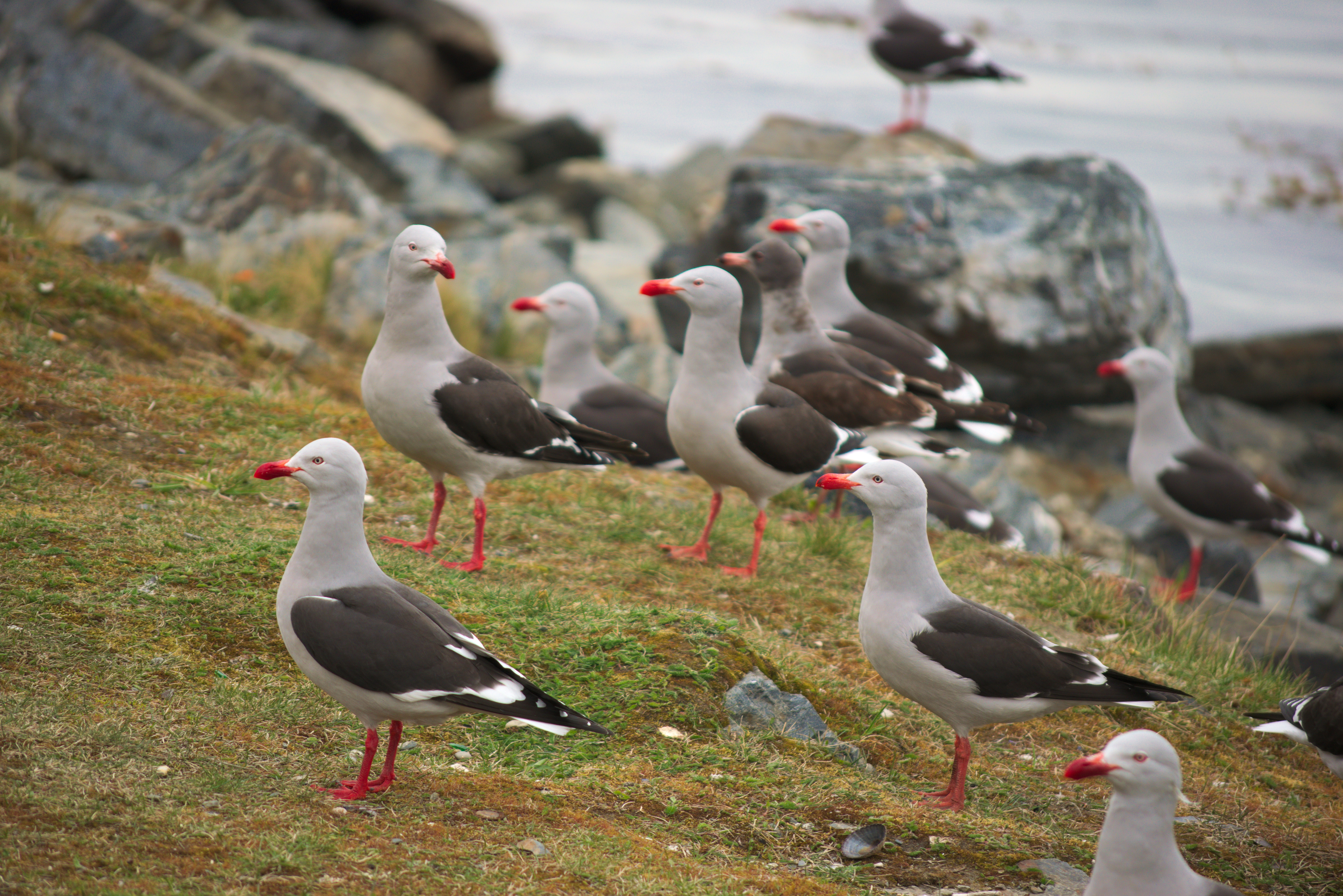
Grupo de gaviotas grises australes en Ushuaia (Argentina).

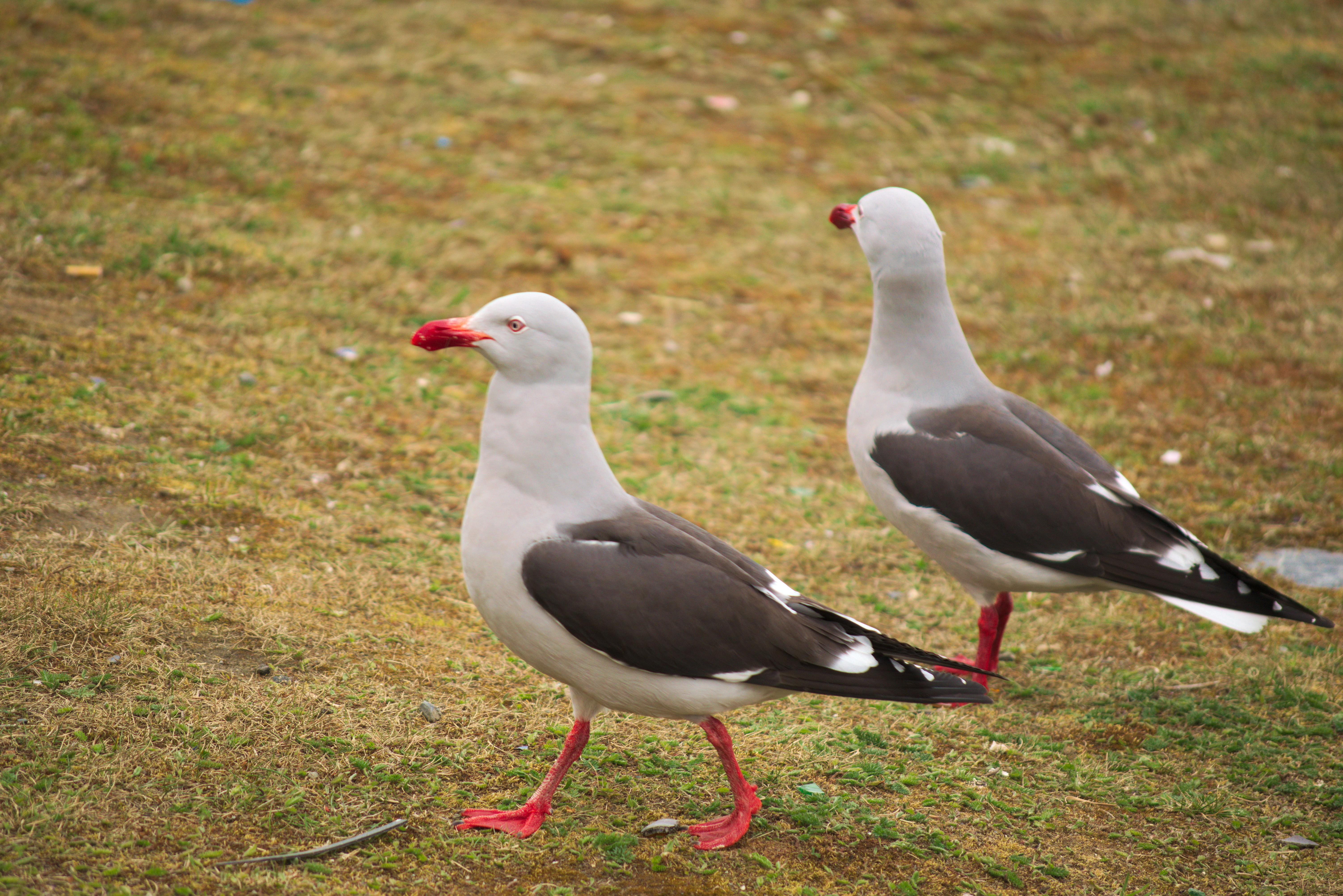
Pareja de gaviotas grises australes en Ushuaia (Argentina).